# Christian Pegel
Christian Pegel (ur. 7 stycznia 1974 w Hamburgu) – niemiecki polityk i prawnik, działacz Socjaldemokratycznej Partii Niemiec (SPD), minister w rządach Meklemburgii-Pomorza Przedniego.

## Życiorys
W 1993 roku zdał egzamin maturalny. W latach 1995–2001 studiował prawo na Uniwersytecie Ernsta Moritza Arndta w Greifswaldzie, kończąc je pierwszym państwowym egzaminem prawniczym. W latach 2001–2002 pracował jako rzecznik prasowy w Ministerstwie Sprawiedliwości Meklemburgii-Pomorza Przedniego. Następnie, w latach 2002–2004, odbył aplikację prawniczą w okręgu Wyższego Sądu Krajowego w Rostocku, którą zakończył drugim egzaminem państwowym. Od 2005 do 2012 roku prowadził praktykę jako adwokat w kancelarii Hardtke-Svensson & Partner w Greifswaldzie i Stralsundzie. Równocześnie, w latach 2006–2011, pracował jako pracownik naukowy na Uniwersytecie w Greifswaldzie.
Z SPD związany jest od 1990 roku. W latach 2009–2012 zasiadał w radzie miejskiej Greifswaldu. W 2012 roku objął stanowisko sekretarza stanu i szefa Kancelarii Stanu w rządzie Meklemburgii-Pomorza Przedniego.
W latach 2014–2016 był ministrem energii, infrastruktury i rozwoju regionalnego, a od 2016 do 2021 – ministrem energii, infrastruktury i cyfryzacji. 15 listopada 2021 roku został mianowany ministrem spraw wewnętrznych, budownictwa i cyfryzacji. Od 21 stycznia 2014 roku jest zastępczym członkiem Bundesratu.

## Życie prywatne
Jest żonaty, ma dwoje dzieci. Wyznaje luteranizm.